# 与诸子登岘山
与诸子登岘山是一首五言律诗，题材属于怀古诗，由唐朝诗人孟浩然创作。

## 创作背景
孟浩然大半生居住在襄阳城南涧南园，正好就在岘山附近。这首诗即创作于诗人隐居家乡读书期间。唐开元十五年（727年）冬，孟浩然赴京求仕，次年未中进士。虽王維曾向唐玄宗推薦，但孟浩然的“不才明主弃”讓玄宗不滿，失去了任官的機會，诗人因而心情苦闷。后来，他与朋友登上岘山游玩，凭吊羊公碑。诗人由自己的处境，联想到羊祜当年的心境正与诗人的处境吻合。由此，诗人写下了这首诗。

## 诗词大意
人世间事情有更替变化，来往的时间便成了古今。
 
江山中保留了名胜古迹，如今我们再次登攀亲临。
 
鱼梁洲因潮落露出江面，云梦泽因天冷朦胧幽深。
 
羊公碑上如今字迹依然，读完碑文泪水沾湿衣襟。

## 后人评价
|                        | 起得高古，略无粉色，而情景俱称。悲慨胜于形容，真岘山诗也。复有能言，亦在下风。不必苦思，自然好。苦思复不能及。 |
| ——刘辰翁，《王孟诗评》 | |

|              | 结语妙在不翻案。后人好议论，殊觉多事，乃知诗中著议论定非佳境。孟诗一味简淡，意足便止，不必求深，自可空前绝后。子美云：“吾爱襄阳孟浩然，新诗句句尽堪传。”太白云：“吾爱孟夫子，风流天下闻。”二公推服如此，岂虚语哉！ |
| ——《唐诗援》 | |

|                | 清远之作、不烦攻苦著力。 |
| ——《唐诗别裁》 |                          |

|                | 前四句俯仰今古，寄慨苍凉。凡登临怀古之作，无能出其范围，句法一气挥洒，若鹰隼摩空而下，盘折中有劲疾之势。 |
| ——《诗境浅说》 | |

## 现代使用
这首诗中中，“羊公碑尚在，读罢泪沾襟”和“人事有代谢，往来成古今”二句是名句，后一句至现代仍可见到引用案例。
2015年8月23日，中国共产党中央委员会总书记习近平向当时正在济南举办的第二十二届国际历史科学大会致贺信，开宗明义：
|                                              | 人事有代谢，往来成古今。……重视历史、研究历史、借鉴历史，可以给人类带来很多了解昨天、把握今天、开创明天的智慧。 |
| ——习近平，致第二十二届国际历史科学大会的贺信 | |

这句话被湖北日报等媒体解读为习近平对某些官员“退而不休”“借‘扶上马，送一程’暗度陈仓”“趁机安插自己的亲信、架空他人”等行为的政治隐喻。
2017年，中华人民共和国各个民主党派举行换届选举。各民主党派中央委员会主席在讲话时均引用了这句话，并借此表示确保换届选举风清气正，完成政治交接。